# Бурдін Олександр Васильович
Олександр Васильович Бурдін (26 серпня 1975, Жданов) — український футболіст, що грав на позиції півзахисника. Відомий виступами за футбольні клуби «Таврія» й «Оболонь» у вищій українській лізі, грав також у клубі «Білшина» у найвищому білоруському дивізіоні.

## Кар'єра футболіста
Олександр Бурдін розпочав виступи на футбольних полях у 1993 році у команді другої української ліги «Азовець» з Маріуполя. За кілька турів до закінчення сезону 1994—1995 років, коли футболіст одночасно закінчував військову службу в спортроті рідного міста, він дізнався, що головний тренер клубу Юрій Керман, який вів переговори про свій перехід до сімферопольської «Таврії», що грала у вищій українській лізі, і як аргумент запропонував сімферопольцям запросити до свого складу кількох маріупольських футболістів, у тому числі й Бурдіна. В останньому турі першості молодий маріуполець встиг дебютувати у «Таврії» в матчі проти львівських «Карпат», допомігши сімферопольцям зберегти прописку у вищій лізі. Проте, хоча в «Таврії» Бурдін користувався довірою тренерів, атмосфера в команді не відзначалась спокоєм у зв'язку з тим, що до керівництва клубу на той час прийшли кримінальні елементи, які залякували гравців, а також постійно змінювали тренерів. У зв'язку із цим Олександр Бурдін вирішив покинути клуб, і після деякого часу гри в аматорських клубах знову повернувся до маріупольського клубу, проте в основній команді так і не зіграв, оскільки отримав запрошення від клубу другої ліги «Оболонь». Команда за рік під керівництвом відомого у минулому футболіста та відомого тренера Володимира Мунтяна пройшла шлях від другої ліги до першої, в якій стала бронзовим призером, а потім завдяки цьому і до вищої ліги. Проте після виходу до вищої ліги Бурдін втратив місце в основі, та після 3 зіграних матчів перейшов до команди першої ліги «Система-Борекс» з Бородянки. Після року перебування в бородянській команді Бурдін став гравцем команди другої ліги «Дніпро» з Черкас. За півроку футболіст отримує запрошення від командинайвищого білоруського дивізіону «Білшина» з Бобруйська. За два роки за пропозицією своєї дружини, яка сама є родом із Бобруйська, проте працювала в Санкт-Петербурзі, Олександр Бурдін вирішує перебратися до цього російського міста. У ньому футболіст грає за низку аматорських клубів, зокрема «Єврострой», «Коломяги-47», «СІС». Аж до 2019 року Бурдін грав у міні-футбольній першості міста за низку команд із петербурзької аматорської міні-футбольної ліги.